# Sven Delblanc
Sven Axel Herman Delblanc (født 26. maj 1931, død 15. december 1992) var en svensk forfatter og litteraturforsker, der fik sin debut i 1962. Han modtog i 1982 Nordisk Råds litteraturpris for romanen Samuels bok (1981).
Delblanc blev kendt for at blande elementer fra fantasy med realisme i flere af sine bøger. Hans værker rummer også elementer, der er stærkt inspireret af hans egen familie.

## Karriere
Delblanc studerede ved Uppsala Universitet og modtog i 1965 en doktorgrad. På samme universitet underviste han i almen litteratur indtil midten af 1970'erne. Derefter blev Delblanc forfatter på fuld tid.
Han nåede i sit liv at udgive bøger som den semi-biografiske Hedebysuiten (1970), Stenfågel (1973), Vinteride (1974) og Stadsporten (1976). Hedebysuiten blev filmatiseret som tv-serien Hedebyborna i 1978 og kørte frem til 1982.

## Privatliv
Delblancs forældre emigrerede til Canada før hans fødsel, hvor de slog sig ned i Swan Lake, Manitoba. Da han var fire år gammel flyttede forældrene tilbage til Sverige og blev senere skilt, hvorefter hans far giftede sig igen.
Delblancs farfar, Friedrich Hermann Delblanc, var en bogtrykker fra Leipzig i Tyskland, mens hans mormor kom fra Norge. Hans morfar, Axel Nordfält, var inspirationen til titelfiguren i Samuels bok (1981). Fra 1955 og frem til sin død var Sven Delblanc gift med Christina Ekegård. Sammen fik de to børn, datteren Anna (født 1960) og sønnen Fredrik (født 1967).

## Sygdom og død
Mod slutningen af sit liv fik Delblanc konstateret kræft. Dele af hans sidste bog Agnar (1993), skrev han kun med venstre pegefinger, da sygdommen havde spredt sig til hans højre underarm og hånd. I bogen, som han færdiggjorde i juni 1992, skrev han i sidste kapitel: "Det betyder mindre, hvis jeg stadig vil skrive. Med en pegefinger kan man skabe en verden”.
Delblanc døde 61 år gammel den 15. december 1992. Han ligger begravet på Hammarby kyrkogård syd for Uppsala.